# Богатищево (деревня, городской округ Кашира)
Богатищево — деревня в городском округе Кашира Московской области России.
Примыкает к посёлку Богатищево. С северо-западной стороны деревни находится одноимённая железнодорожная станция Московской железной дороги с прямыми электропоездами до Москвы.
В статистических списках населённых мест от 1859 года Богатищево (Подлесное) числится как владельческое село. Местонахождение показано как «при речке Березинке» и «Между Венёвской и Зарайскою большими дорогами (с севера на юг)».
В 1994—2006 годах деревня входила в состав Топкановского сельского округа, до 2015 года — в упразднённое сельское поселение Топкановское.
Путевое хозяйство Московской железной дороги.

## Население
| 2002 | 2010 |
| ---- | ---- |
| 19   | ↗34  |